# Atari Anthology
Atari - 80 Classic Games in One!, còn gọi là Atari: The 80 Classic Games, là một bộ sưu tập 80 game trước đây được xuất bản bởi Atari, Inc. và Atari Corporation, tái tạo lại những game của Atari từ phiên bản arcade của nó và hệ máy console Atari 2600. Nhiều tựa game chỉ cho phép chơi mỗi trò một lần ở tốc độ khác nhau, với thời gian giới hạn hoặc với một bảng màu thay đổi.
Nội dung phụ đã bao gồm artwork nguyên gốc trên arcade và bản scan những cuốn hướng dẫn sử dụng dành cho các game Atari 2600, các đoạn phim phỏng vấn với nhà đồng sáng lập Atari là Nolan Bushnell, những mẫu theme destop Windows, DirectX 9 runtime, Adobe Reader 5.1 phiên bản tiếng Anh. Hỗ trợ cho Stelladaptor 2600 với giao diện USB và các mẫu hình nền màu 24-bit cho Asteroids, Centipede, Missile Command, Pong, Super Breakout và Tempest có sẵn như là bản vá lỗi.

## Game

### Atari arcade
| - Asteroids - Asteroids Deluxe - Battlezone - Black Widow - Centipede - Crystal Castles | - Gravitar - Liberator - Lunar Lander - Major Havoc - Millipede - Missile Command | - Pong - Red Baron - Space Duel - Super Breakout - Tempest - Warlords |

### Atari 2600
| - 3-D Tic-Tac-Toe - A Game of Concentration - Adventure - Air-Sea Battle - Asteroids - BASIC Programming - Battlezone - Blackjack - Bowling - Breakout - Canyon Bomber - Casino - Centipede - Circus Atari - Codebreaker - Combat - Crystal Castles - Demons to Diamonds - Desert Falcon - Dodge 'Em - Double Dunk - Flag Capture | - Football - Fun With Numbers - Golf - Gravitar - Haunted House - Home Run - Human Cannonball - Math Grand Prix - Maze Craze - Millipede - Miniature Golf - Missile Command - Night Driver - Off the Wall - Outlaw - Quadrun - Radar Lock - RealSports Baseball - Realsports Football - RealSports Tennis - RealSports Volleyball - Sky Diver | - Slot Machine - Slot Racers - Space War - Sprintmaster - Star Raiders - Star Ship - Steeplechase - Stellar Track - Street Racer - Submarine Commander - Super Baseball - Super Breakout - Super Football - Surround - Swordquest: Earthworld - Swordquest: Fireworld - Swordquest: Waterworld - Video Checkers - Video Chess - Video Olympics - Video Pinball - Warlords - Yars' Revenge |

## Tiếp thị
Là một phần của lễ kỷ niệm lần thứ 40 của Atari, bản tải về miễn phí Atari: 80 Classic Games in One! cũng đã có sẵn kèm theo sản phẩm ngũ cốc đóng hộp General Mills như: Cinnamon Toast Crunch (17 oz.), Lucky Charms (16 oz.), Honey Nut Cheerios (17 oz.), Cheerios (18 oz.) và Cocoa Puffs (16.5 oz.).
Đĩa CD miễn phí Atari: 80 Classic Games in One! cũng có thể được tìm thấy bên trong đồ ngũ cốc đóng hộp General Mills tại Canada.

### Atari Anthology
Atari Anthology bao gồm những thay đổi sau đây:
- Những nội dung đặc trưng cho Windows được loại bỏ như sau: các mẫu theme desktop Windows, DirectX 9 runtime, Adobe Reader 5.1 phiên bản tiếng Anh.
- Những tựa game Atari 2600 sau đây được thêm vào Atari Anthology: Atari Video Cube, Backgammon, Hangman
- Những tựa game Atari 2600 sau đây được loại khỏi Atari Anthology: A Game of Concentration, BASIC Programming, Codebreaker
- Bổ sung thêm những thử thách game có thể mở khóa được, có thêm những thử thách bằng cách tiếp cận mục tiêu được xác định trước trong các trò chơi cụ thể.

### The 80 Classic Games
- Atari Inc. Atari 80 Classic Games in One page Lưu trữ ngày 15 tháng 5 năm 2012 tại Wayback Machine
- Digital Eclipse Software, Inc page
- Digital Eclipse support page for Atari: The 80 Classic Games

### Anthology
- Digital Eclipse Software, Inc page: Playstation 2, Xbox
- Atari page: Playstation 2, Xbox